# Xeno Müller
Xeno Müller (født 7. august 1972 i Zürich, Schweiz) er en tidligere schweizisk roer, og olympisk guldvinder.
Han vandt guld i singlesculler ved OL i 1996 i Atlanta, mens han ved OL i 2000 i Sydney vandt sølv i samme disciplin. Ved 1996-legene sikrede han sig sin guldmedalje ved i finaleheatet at ro de 2000 meter i tiden 6:44.85, knap tre sekunder hurtigere end sølvmedaljevinderen Derek Porter fra Canada. Ved 2000-legene var hans tid 6:50.55 i finalen ikke nok til at slå den newzealanske guldvinder Rob Waddell. Han deltog også i samme bådklasse ved OL i 1992 i Barcelona, men kom her kun på en 12. plads.
Müller vandt desuden tre sølvmedaljer i VM-sammenhæng, alle i single-sculler. Medaljerne blev sikret ved mesterskaberne i henholdsvis 1994, 1998 og 1999.

## OL-medaljer
- 1996:  Guld i single-sculler
- 2000:  Sølv i single-sculler

## VM-medaljer
- VM i roning 1994:  Sølv i single-sculler
- VM i roning 1998:  Sølv i single-sculler
- VM i roning 1999:  Sølv i single-sculler